# النيابة الرسولية اللاتينية في لبنان
النيابة الرسولية اللاتينية في لبنان هي النيابة الرسولية التابعة للكنيسة الكاثوليكية الرومانية في لبنان، وهي الدولة التي تُعتبر موطن عدد كبير من الكاثوليك الشرقيين، ففي عام 2010، كان هناك قرابة 15000 معمّد كاثوليكي في لبنان. كان مقرّ الكاتدرائية الأسقفية للنيابة الرسولية اللاتينية في لبنان يقع في كاتدرائية صور الصليبية، ثُمّ نُقل إلى كاتدرائية القديس لويس بيروت بعدما تدهورت حالة مبنى الكاتدرائيّة السابقة. ويشغل سيزار إسايان منصب الأسقف الحالي للنيابة الرسولية اللاتينية في بيروت منذ عام 2016. تُعدّ النيابة الرسوليّة اللاتينية في لبنان واحدة من ثلاث نيابات رسولية موجودة في منطقة الشرق الأدنى، إلى جانب النيابة الرسولية في حلب، والتي تغطي سوريا، والبطريركية اللاتينية في القدس، والتي تغطي منطقة فلسطين وإسرائيل والأردن.

## لمحة تاريخية
بدأ الوجود الكاثوليكي للكنيسة اللاتينية في لبنان مع اندلاع الحروب الصليبية في أواخر القرن الحادي عشر الميلادي، والتي انتهت بهزيمة الصليبيين على أيدي المُسلمين بقيادة صلاح الدين الأيوبي واختفاء الإمارات الصليبية في بلاد الشام بعد منتصف القرن الثالث عشر. وخلال تلك الفترة تأسّست العديد من الكنائس اللاتينية في الأراضي التابعة للدولة اللبنانية الحالية. كانت هذه الكنائس في معظم الأوقات تحل محل الكنائس الأسقفية القديمة في الأيام الأولى للمسيحية مثل أبرشية صور التي كانت تحت سلطة الأسقف اللاتيني الكاثوليكي صاحب حق التوصيت سيزار فيلبي، وكانت تتبعها أبرشيات صيدا وبيروت، بينما كانت أبرشيات جبيل وطرابلس وطرطوس تتبع بطريركية أنطاكية اللاتينية. اختفت هذه الأبرشيات مع نهاية الفترة الصليبية، ولا تزال حتى اليوم هي المالكة للمكان. استمر وجود اللاتينيين في البلاد إلى جانب الإخوة الأصاغر الذين وصلوا في وقت مبكر من القرن الثالث عشر الميلادي، والمبشرين من الطوائف الدينية الأخرى، مثل الإخوة الكبوشيين، والكرمليين، والفينسنتيين، واليسوعيين، الذين وصلوا إلى لبنان في القرن السابع عشر الميلادي. لم يتم إنشاء أي منطقة كنسية مُخصّصة لأتباع الكنيسة اللاتينية في لبنان حتى نهاية الانتداب الفرنسي عقب انتهاء الحرب العالمية الثانية، وكان المندوب الرسولي (المبعوث الدبلوماسي البابوي) لسوريا هو من يتولى مهام أسقف الكاثوليك اللاتينيين في لبنان.
أنشئت النيابة الرسولية اللاتينية في لبنان في 4 يونيو/حزيران عام 1953 بموجب المرسوم البابوي سولنت كايلي للبابا بيوس الثاني عشر، مع الأراضي التي تم أخذها من النيابة الرسولية اللاتينية في حلب. يكون النائب الرسولي اللاتيني في لبنان عضوًا في مجمع الأساقفة اللاتينيين في المناطق العربية. زار البابا بنديكتوس السادس عشر بابا الفاتيكان مقر النيابة الرسولية اللاتينية في لبنان في سبتمبر/أيلول عام 2012.

## التنظيم
تمتد صلاحيات النيابة الرسولية اللاتينية في لبنات لتضم تحت مظلّتها جميع المسيحيين الكاثوليك من أتباع الطائفة اللاتينية في لبنان، وهي معفاة، أي أنها تخضع مباشرة للكرسي الرسولي، وليست جزءًا من المقاطعة الكنسية إن وجدت، وتتبعها ثمان أبرشيات فقط.

## قائمة النواب الرسوليين في لبنان
|                 | تاريخ تولي المنصب         | تاريخ ترك المنصب            | ملاحظات                                             |
| --------------- | ------------------------- | --------------------------- | --------------------------------------------------- |
| يوستاس جون سميث | 8 ديسمبر/كانون الأول 1955 | استقال في عام 1973          | كان أسقفًا فخريًّا لأباميا سيبوتوس يتبع الإخوة الأصاغر |
| بولس باسم       | 8 سبتمبر/أيلول 1974       | تقاعد في 30 يوليو/تموز 1999 | كان أسقفًا فخريًّا لاودكية ولبنان                      |
| بولس دحداح      | 30 يوليو/تموز 1999        | 2 أغسطس/آب 2016             | رئيسًا فخريًّا لأساقفة آرا في نوميديا                  |
| سيزار إيسايان   | 2 أغسطس/آب 2016           |                             | [ 14 ]                                              |